# Monte Sabbiuno
Il monte Sabbiuno è una piccola cima del basso Appennino bolognese, compresa in un lembo meridionale del comune di Bologna, pertanto facente parte del cosiddetto gruppo dei colli bolognesi.
La vetta del monte Sabbiuno, posta soltanto a 391 metri sul livello del mare, è tuttavia più elevata rispetto ad altri rilievi localizzati nei dintorni, come, per esempio, il monte Samorrè, che è situato più a monte e tocca i 378 metri di altitudine. Essa è raggiungibile direttamente dalla città di Bologna, dal cui centro dista circa 9 chilometri, attraverso la via San Mamolo e la sua prosecuzione via dei Colli (quest'ultima assume, nei paraggi, proprio la denominazione di via di Sabbiuno) che, dall'omonima porta, percorre una parte dei colli bolognesi giungendo fino al confine tra Sasso Marconi e Pianoro.

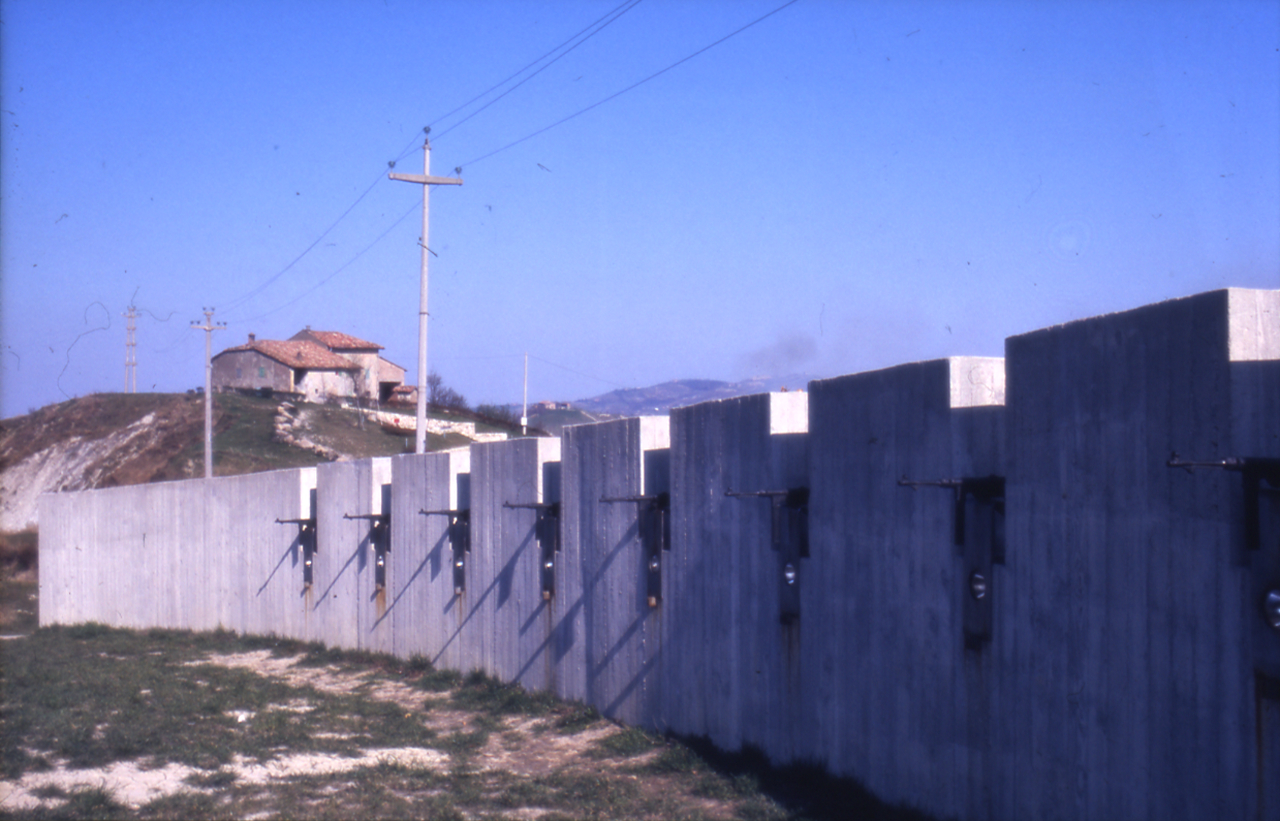
Il sacrario ai caduti della Resistenza di Monte Sabbiuno. Foto di Paolo Monti, 1976.

Il monte Sabbiuno è tristemente ricordato per via dell'omonimo eccidio perpetrato dai nazifascisti verso i partigiani nel dicembre 1944; Sabbiuno di Monte, frazione la cui origine del nome è ovvia, ospita un monumento in ricordo di tale evento, insieme alle commemorazioni annuali che si svolgono proprio in questo luogo. Nei paraggi era inoltre presente, fino alla Seconda Guerra Mondiale, una parrocchia dedicata a San Pietro, già all'epoca in cattive condizioni e poi distrutta durante il conflitto.